# Mesquita de Lala Mustafà Paixà
La Mesquita de Lala Mustafà Paixà (en turc: Lala Mustafa Paşa Camii), abans coneguda com a Catedral de Sant Nicolau, és l'edifici medieval més important de Famagusta, al nord de l'illa de Xipre. Construïda a la primeria del segle XIV en estil gòtic clàssic mentre l'illa estava sota domini de la Casa de Lusignan, una família d'origen francés. La catedral es transformà en mesquita després de la captura de Famagusta per l'Imperi otomà el 1571, una funció que encara compleix hui. Duu el nom de Lala Mustafà Paixà, conqueridor de l'illa.

## Descripció
Sembla que la principal font d'inspiració dels constructors de la catedral de Famagusta fou la Catedral de Notre-Dame de Reims (1211-1275) com a lloc de coronació dels reis de França, mentre que Sant Nicolau estava destinada a acollir la cerimònia de coronació dels Lusignan, reis de Jerusalem. Alguns detalls, en particular la capçalera, recorden també la Basílica de Sant Urbà de Troyes (1265), que és un exemple d'un estil gòtic més elaborat i elegant. La façana oest és típica del gòtic francés. L'estil de l'edifici és molt homogeni, tret de quatre capelles afegides a les naus laterals i el minaret construït sobre una de les torres després que l'edifici es transformàs en mesquita. Els caps humans i d'animals de la majoria de les escultures han estat destruïts, però alguns sobreviuen a les parts més inaccessibles.

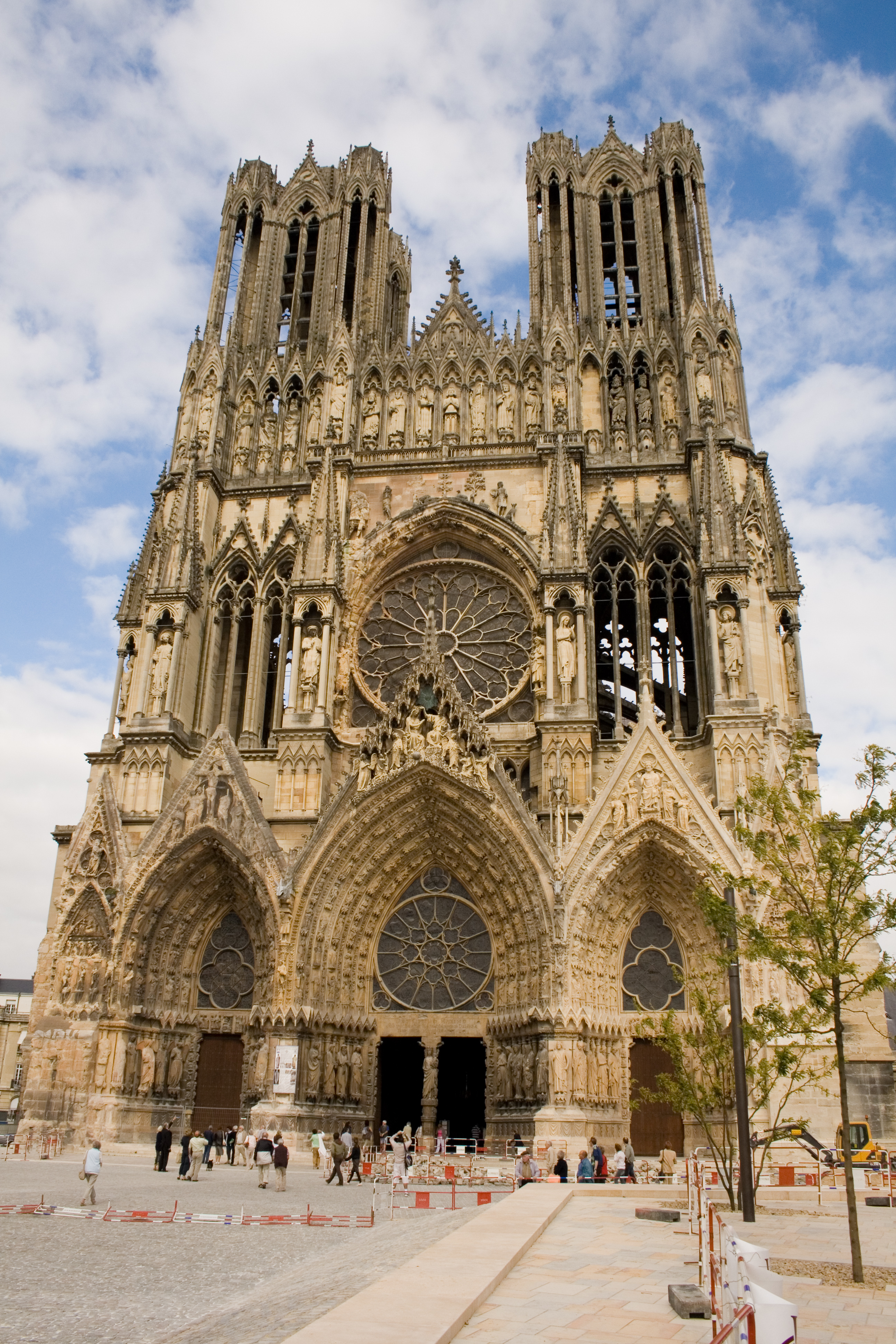
La façana oest de la Catedral de Reims
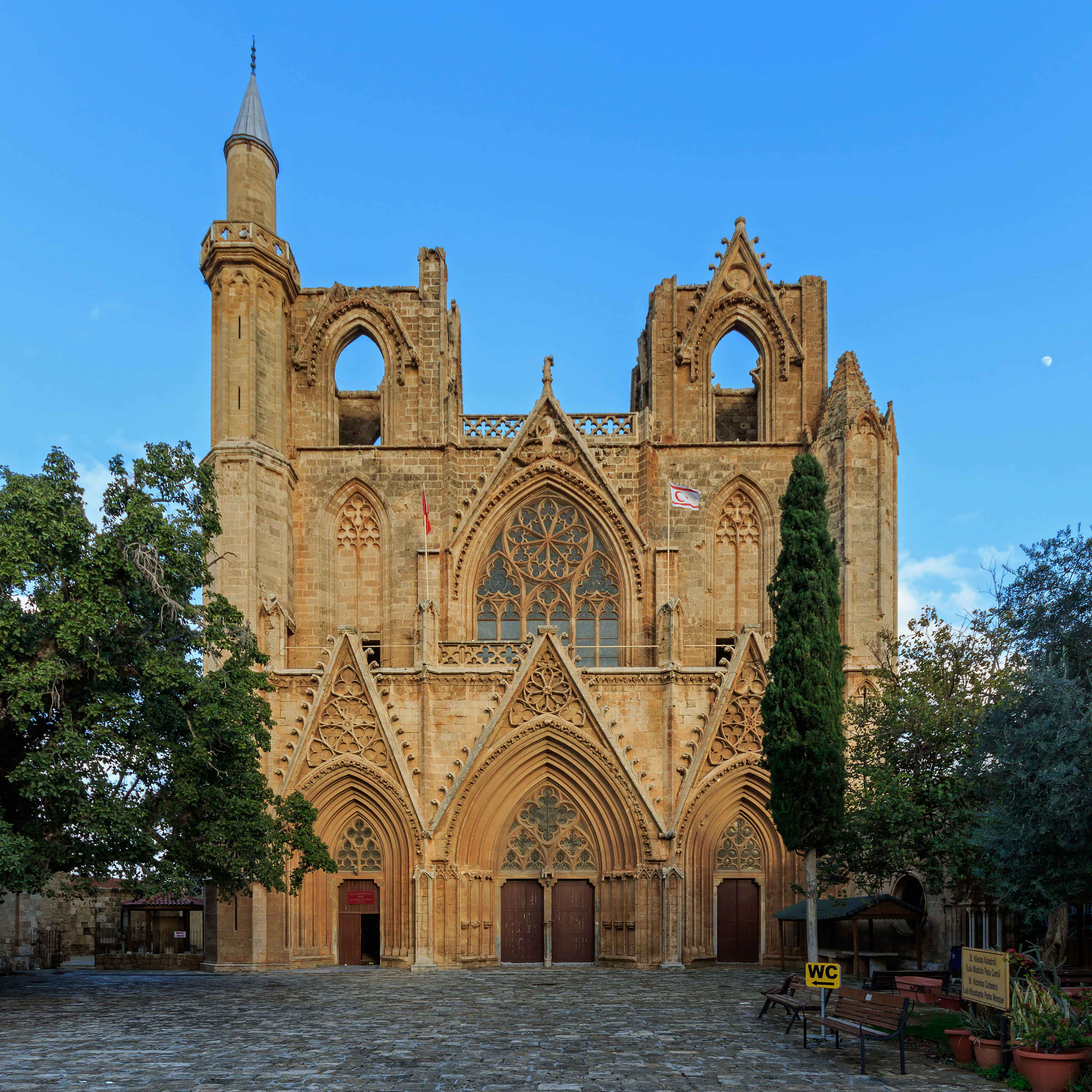
La façana oest de la Mesquita de Lala Mustafà Paixà

## Història

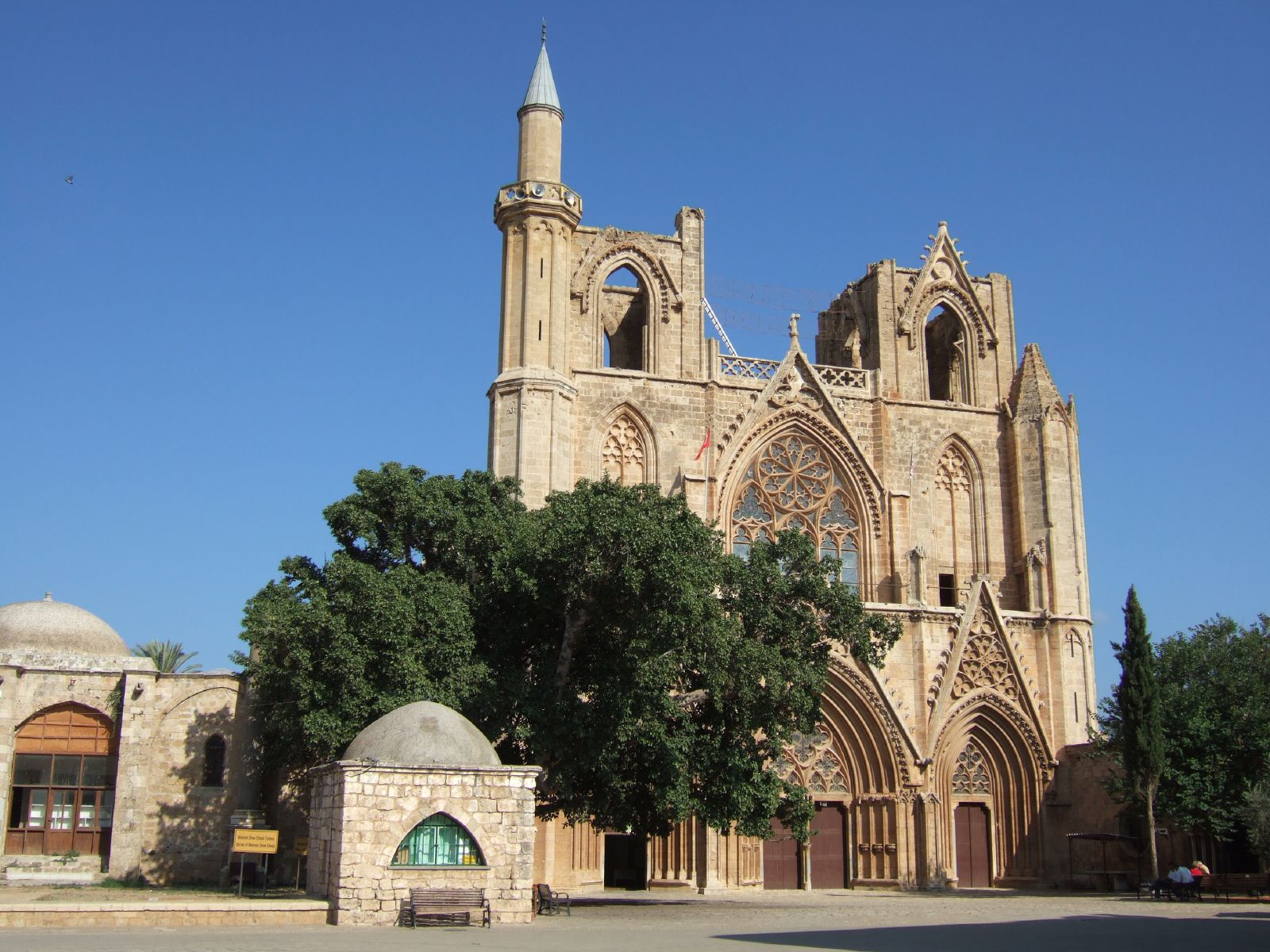
A la torre nord, el minaret fou afegit després que l'edifici fos transformat en mesquita

La casa francesa de Lusignan governà Xipre entre els 1190 i 1489 i hi difongué l'arquitectura d'estil gòtic.
La construcció de la catedral sembla que començà al voltant de l'any 1300, a instàncies d'Isabel de Lusignan, que va donar cinc besants per a aquest propòsit. Una inscripció datada del 1311 gravada en un contrafort a prop de la porta sud duu la signatura del bisbe Balduí Lambert, cosa que indica que els fons assignats a la construcció s'havien exhaurit i que les obres se'n reprengueren sota les seues ordres. Segons la inscripció, les absidioles es van completar, així com dos trams de les naus laterals, però ni la nau ni el cor se'n van cobrir. La construcció s'acabà en la primera meitat del segle XIV, com ho confirma la unitat de l'estil gòtic característic d'aqueix període. Sant Nicolau va servir a la coronació dels Lusignan com a reis de Jerusalem. Amb el temps, l'edifici va patir terratrèmols.

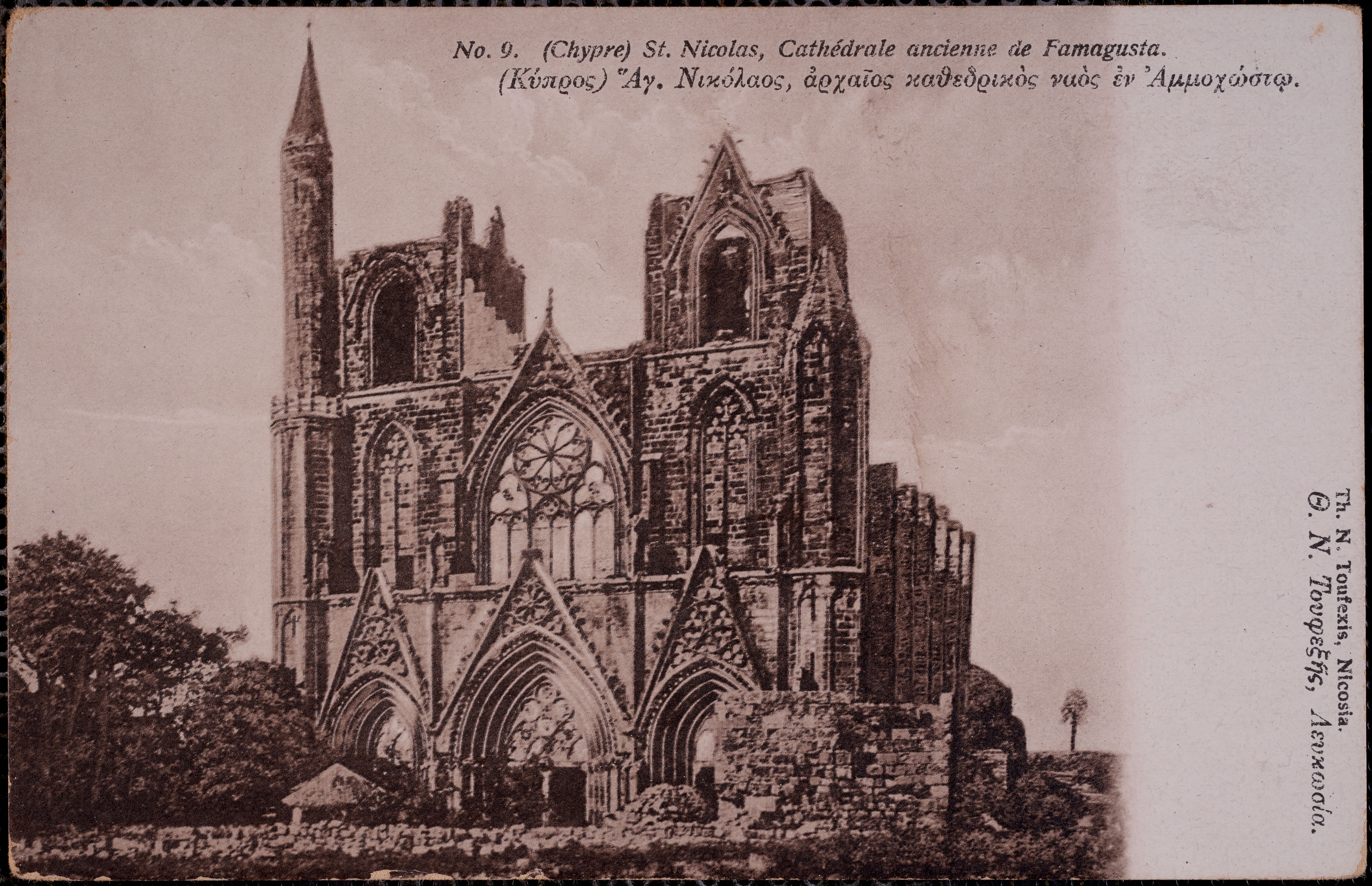
Representació artística de l'antiga Catedral de Sant Nicolau, en una postal de principis del segle XX

El 1570, totes dues torres foren danyades durant els bombardeigs de les forces otomanes durant el setge de Famagusta. La catedral esdevingué mesquita el 1571, després de la victòria otomana. A causa de la tradició iconoclasta de l'islam sunnita, la majoria dels caps humans i d'animals que adornaven l'edifici foren destruïts. Més tard, la mesquita fou coronada amb un minaret. Des de llavors i fins que els britànics prengueren possessió de Xipre el 1878, l'entrada a l'edifici estava prohibida als cristians.
Durant la Segona Guerra Mundial, els edificis de Famagusta es veieren afectats per les vibracions de l'explosió de granades antisubmarines i pel foc antiaeri, però l'edifici hi va resistir bé.